# 중부 비콜어
중부 비콜어(Central Bikol) 또는 흔히 비콜레가스피어 또는 비콜나가어로 알려진 이 말은 필리핀 루손섬의 남부 비콜 지방에서는 가장 널리 말해지고 있는 언어이다. 남카마리네스주의 북부와 서부, 북카마리네스주의 제2 선거구, 알바이주의 동부, 소르소곤주의 북동부, 마스바테주의 산파스쿠알 타운, 카탄두아네스주의 남서부에서도 통용된다. 중부 비콜어 화자들은 모든 비콜 지방에서 찾아볼 수 있으며, 남카마리네스주의 다수어이다. 표준 언어권 형성은 카나만 방언에 기초를 두고 있다.
중부 비콜어는 다른 비콜어나 타갈로그어나 세부아노어처럼 중부 필리핀 언어군에서 발견되지 않는 몇 가지 어휘들을 특징으로 하고 있다. 이런 것들의 예는 카팜팡안어의 각각 ‘연장자’, ‘발’을 뜻하는 어휘들과 동일한 마투아(matua)나 비티스(bitis) 같은 것들이다. 방기(banggi , 밤)라는 어휘는 또한 이러한 것의 또 다른 예다. 통상적인 비콜어의 가브이(gab-i)와는 다르지만, 카팜팡안어의 벵이(bengi )와는 더 가깝다. 중부루손어와 중부비콜어의 상관 관계에 대한 정식적인 연구는 없지만, 후자는 카팜팡안어나 삼발레스주의 삼발어와 같은 중부 루손 언어들의 고향이라고 추측되는 리살주나 케손주에서 통용되는 원시적인 타갈로그어 형태가 발견되는 여러 어휘들을 가지고 있다.

## 음운

### 자음
|                |        | 양순음 | 치음 | 치경음 | 권설음 | 경구개음 | 연구개음 | 성문음 |
| -------------- | ------ | ------ | ---- | ------ | ------ | -------- | -------- | ------ |
| 비음           | 비음   | m      | n̪    |        | ɳ      |          | ŋ        |        |
| 파열음/ 파찰음 | 무성음 | p      | t̪    |        | ʈ      |          | k        | ʔ      |
| 파열음/ 파찰음 | 유성음 | b      | d̪    |        | ɖ      |          | ɡ        |        |
| 마찰음         | 마찰음 |        |      | s      |        |          |          | h      |
| 설측음         | 설측음 |        |      | l      |        |          |          |        |
| 탄음           | 탄음   |        |      | ɾ      |        |          |          |        |
| 반모음         | 반모음 | w      |      |        |        | j        |          |        |

## 문법

### 대명사
|                 | 절대격  | 능동격     | 사격         |
| --------------- | ------- | ---------- | ------------ |
| 1인칭 단수      | ako     | ko         | sakuya, sako |
| 2인칭 단수      | ika, ka | mo         | saimo, simo  |
| 3인칭 단수      | siya    | niya       | saiya        |
| 1인칭복수 포함  | kita    | niyato, ta | satuya, sato |
| 1인칭 복수 제외 | kami    | niyamo, mi | samuya, samo |
| 2인칭 복수      | kamo    | nindo      | saindo       |
| 3인칭 복수      | sinda   | ninda      | sainda       |

### 접두사, 접미사
- bagá – 의심이나 주저를 표현하다.
- bayâ – 누군가에게 기회를 주는 것; 정중한 주장
- daa – (타갈로그어: daw) 2차 차료로부터 정보를 인용하는 것
- daw – (타갈로그어: ba/kaya) 의문을 나타내는 접어
- garó – (타갈로그어: mukhang, parang) 유사함. ~처럼 보인다. ~ 같다.
- gayo – "정확히"
- daing gayo – "정확하지도 않고, 실제도 그렇지 않은"
- gayód – (타갈로그어: bakâ) "아마도, ~일 수 있는"
- giraray / liwát – (타갈로그어: [m]uli) "다시"
- kutâ (na) – "난 바래 (무언가가 일어나길  일어나지 않기를), "만약 ~하기만 한다면 ..." (과거 사건의 조건)
- lamang, lang / saná – (타갈로그어: lang) "only, just"
- lugód – 뭔가가 일어나길 바라는 것 또는 포기를 표현하는 것
- man – (타갈로그어: din, rin) "또한" 또는 "전에" (such as ano man 'whatever' and siisay man 'whoever')
- mûna / ngûna – (타갈로그어: muna) "우선" 또는 "아직"
- na – (타갈로그어: na) "지금" 또는 "이미"
- naman – (타갈로그어: naman) "again"
- nanggad – (타갈로그어: talaga, nga) "정말, 진짜, 완전히" (확신을 거 한다)
- niyako – "내가 말했어"
- ngani – 운명을 표현하는 것 ("소용없어") 또는 누군에게 하지 말라고 탄원하는 것
- ngantig – 누군가 제3자에게 무언가를 말해 주는 것
- ngapit – "그때," "~하는 경우" "~동안"
- ngaya – 공손히 정보를 요청하는 것 ("그러니까," "어디보자")
- pa – (타갈로그어: pa) "아직도"
- palán – (타갈로그어: pala) 놀람 또는 갑작스런 실현을 표현하다
- po – (타갈로그어: po) 정중함을 표시; "tabí" 일부 비콜 방언에서
- tulos (-tulos) – (타갈로그어: agad-agad) "즉시, 당장"

## 같이 보기
- 비콜어